# Jan Peka (lední hokejista)
Jan Peka (27. července 1894 Rataje nad Sázavou – 21. ledna 1985 Praha) byl český a československý hokejový brankář, který získal několik titulů mistra Evropy. Reprezentoval s přestávkami 23 let. V roce 2008 byl in memoriam uveden do Síně slávy českého hokeje.

## Život
Peka hrál nejprve bandy hokej, ale již na gymnáziu v Karlíně se seznámil s ledním hokejem (tehdy pro rozlišení označovaným jako kanadský). S klubem SHC Karlín se v tomto sportu zúčastnil mistrovství zemí Koruny české. Za další dva roky chytal za hokejovou reprezentaci Čech na mistrovství Evropy v ledním hokeji 1913 a získal stříbrnou medaili. V roce 1914 přešel do Sparty Praha, kde se ovšem uplatňoval nejprve jako fotbalový obránce. Získal zde kopací techniku, kterou následně využíval též na vysokých hokejových bruslích. Problémy mu částečně dělalo to, že se nůž brusle někdy prohnul. Za první světové války byl Peka na srbské frontě zajat a do nově vzniklého Československa se vrátil až v roce 1919 z řecké Soluně.
V roce 1920 nastoupil Peka nepředpokládaně na prvním olympijském hokejovém turnaji, který byl posléze také uznán jako první mistrovství světa. V zápasech československé hokejové reprezentace, která zde získala bronzové medaile, se zámořskými týmy nahradil v brance zraněného Wälzera a dostal dohromady 31 gólů. Překvapením pro Peku bylo vybavení zámořských brankářů. On sám totiž používal obyčejné rukavice, svetr, šálu a jako chrániče nohou rákosová chránítka. Brankáři zámořských týmů také stáli na ledě s nohama u sebe. Protihráči pak pro změnu stříleli puky nad ledovou plochou.
Po návratu do Československa hrál dále především lední hokej za Spartu Praha a do reprezentace se v následujících čtyřech sezónách nedostal. Vrátil se do ní ovšem v pravý čas, aby pomohl na mistrovství Evropy v ledním hokeji 1925 konaném v Československu vybojovat pro domácí reprezentaci titul mistra Evropy. Byl jedním ze strůjců vítězství, protože ve třech zápasech neobdržel ani jediný gól. Nepoužíval příliš často hůl, protože puky kromě již zmíněného vykopávání bruslí mnohdy také sbíral na zemi v kleče. Na soupeře na turnaji působil především klid Peky, který zdánlivě neměl příliš mnoho práce, ale dokázal zasáhnout s jistotou ve správnou chvíli.
Po tomto turnaji se Peka stal brankářskou jedničkou v reprezentaci na více než deset let. Na klubové úrovni mu pomohl v roce 1927 přechod do LTC Praha, kde se dala dohromady úspěšná hokejová generace. S tímto klubem např. vyhrál několikrát Spenglerův pohár v Davosu. Startoval také na Zimních olympijských hrách 1928. V reprezentaci Peka výrazně zazářil na mistrovství Evropy v ledním hokeji 1929, kde opět vynikly jeho pevné nervy ve velmi vyrovnaných zápasech, z nichž ty rozhodující dospěly dokonce do prodloužení. V podobné situaci neobdržel žádnou branku ani na domácím mistrovství světa v ledním hokeji 1933 pořádaném v Praze, když se dvakrát prodlužovalo utkání o další titul mistra Evropy s Rakušany.
Peka odjel ještě chytat jako skoro již dvaačtyřicetiletý na olympijský hokejový turnaj v roce 1936. V základní skupině neobdržel jako jediný brankář na turnaji žádný gól, ale na úvod semifinálové skupiny československý tým prohrál s Američany, což předznamenalo výsledky ve finálové skupině. Tisk viděl za oběma góly z utkání s Američany chyby brankáře, který se po turnaji s reprezentací rozloučil. Peka reprezentoval v 76 zápasech. Nenastoupil ani do prvního ročníku nově ustavené ligové soutěže. V roce 1959 mu byl mezi prvními udělen titul zasloužilého mistra sportu.